# Елена Нелипчич
Елена Нелипчич (на босненски: Jelena Nelipčić) е босненска кралица от 1415 до 1418 г. по време на брака си с крал Остоя Котроманич.

## Биография
Тя произхожда от хърватския благороднически род Нелипчичи от областта Загора в Далмация. Баща ѝ е княз Иван II Нелипчич, владеел Омиш и Цетине.
Първият брак на Елена е сключен през 1401 г. с Хървое Вукчич Хърватинич и чрез него става херцогиня на Сплит. Когато през 1416 г. Хървое умира, Елена наследява големите му богатства и имоти, превръщайки се в желана партия за брак. Омъжва се за Остоя Котроманич и в продължение на три години до смъртта му през 1418 г. е кралица на Босна. След смъртта на съпруга ѝ обаче на престола сяда синът на Остоя от предишния му брак – Стефан Остоич и на сцената отново излиза неговата майка и предишна съпруга на Остоя Котроманич – Куява Радинович. Между двете жени избухват конфликти. През лятото на 1419 г. Стефан Остоич нарежда да хвърлят в затвора Елена и три години по-късно, през 1422 г., Елена умира там при странни обстоятелства.